# سر الأميرة (فلم)
سر الأميرة هو فيلم مصري تم إنتاجه عام 1949، تأليف محمد كامل حسن المحامي ونيازي مصطفى وأبو السعود الإبياري وإخراج نيازي مصطفى و بطولة كوكا وكمال الشناوي.

## قصة الفيلم
فضة (كوكا) فتاة صعيدية من الأقصر، مات والدها بعد أن كتب لها كل ثروته من الأطيان، حتى يحرم ابن عمها هلال (السيد بدير) من مشاركتها في الميراث، فحاول ابن عمها الزواج بها، ولكنها رفضته، فحاول الاستيلاء على إيجار الأطيان من المستأجرين، بدعوى أنه ابن عمها ووكيلها، ولكن فضة أبلغت ضابط النقطة توفيق (فاخر فاخر) الذي أجبره على إعادة أموالها، وتوعدها هلال بالانتقام، وحرض رجله سلمان، الذي هددته فضة بإلقاءه من فوق الجبل إذا رأته وذلك أمام الناس جميعا، حرضه على قتل فضة، والذي تربص لها في الظلام، محاولا قتلها، ولكنها قاومته، لتنزلق قدمه ويقع من فوق الجبل، وبيده طرحة فضة، وهددها ابن عمها هلال، بأنه شاهدها وهي تلقى بسلمان من فوق الجبل، ويشهد الناس بتهديدها له فيما سبق، لذلك هربت فضة في الظلام، لتقع في الحفرة التي حفرها اللصوص للوصول لمقبرة الأميره أهورا، وأصيبت بإغماءة داخل المقبرة، وفي نفس الوقت تمكن عالم الآثار الفرنسي مسيو ريشارد (إدمون تويما) من التوصل لمدخل المقبرة الأصلي، ودلف للداخل ليشاهد فضة نائمة، فيظن انها مومياء الأميره أهورا ابنة مرنبتاح حارسة كتاب السحر العظيم، وشاهد يد فضة تتحرك وبها خاتم، فأصيب بالخضة وخرج مهرولا، وعندما عاد مرة أخرى، كانت المومياء قد اختفت، فقد خرجت فضة من الفتحة الخلفية، ليشاهدها المنوم المغناطيسي تاجر الآثار الدجال داود شهريار (أحمد البيه) ويظن أنها سرقت ذهب المقبرة، ويصحبها للفندق لتفتيشها بواسطة أمه (نجمة إبراهيم) التي تساعده في عمليات النصب، وعندما أرادت فضة الخروج، وجدت هلال ابن عمها، فعادت لحجرة داود، وطلبت منه حمايتها من ابن عمها، وقصت عليه حكاية مقتل سلمان، وإستغل داود الفرصة لينوم فضة مغناطيسيا بعد ان ناولها حبوب مهدئة، وإدعى أمام مسيو ريشارد أنه يستطيع تحضير روح الأميره أهورا، والذي شهد بأنها فعلا الأميره عندما شاهد نفس الخاتم في يدها، وذاع صيت داود في الأقصر وقدرته على الشفاء، وجمع أموالا كثيرة، وهربا من هلال، إضطر داود وأمه للسفر إلى القاهرة، وصحبوا معهم فضة، وانتشرت إشاعات معجزات روح الأميره أهورا، وكتبت الصحف عن المشلول الذي تحرك، والكسيح الذي مشى، والأخرس الذي تكلم، وتمكن هلال من التوصل لمكان فضة، وحاول قتلها، فوجدت أمامها مسدسا، فأطلقت النار عليه، لترديه قتيلا، واحتفظ داود بالمسدس عليه بصمات فضة، وتعهد بإخفاء جثة القتيل بدفنها في صحراء الهرم. وحيد أبو سيفين (كمال الشناوي) يعيش مع عمه درويش باشا (حسن فايق) صاحب الألفين فدان، ولأن درويش باشا مصاب بحالة عصبية تجعل فمه يرتعش يميناً ويساراً، وحار الأطباء في حالته، فقد صحب وحيد لمقابلة داود شهريار، وهناك تعرف وحيد على فضة، والذي شعر أن هناك سر وراءها، فإقتحم المنزل ليلا، وقابلها لينمو الحب في قلبيهما، ولكنه تعرض في الحديقة للضرب على رأسه، وعمه درويش، من مجهول وسرقت ساعته الذهبية، وفقد عمه درويش خاتمه الثمين. ولما أحبت فضة، عادت لها ثقتها بنفسها، وبدأت في مقاومة سيطرة داود عليها، وعندما إقتحم وحيد المنزل مرة أخرى، كشف سر سيطرة داود على فضة، وتنويمه لها مغناطيسيا، فهدده بفضح أمره، وكشفه أمام الناس، وعرض الزواج من فضة، متعهدا لها بعدم السؤال عن ماضيها، ووافق داود، لرغبته في ابتزاز فضة، وبالفعل حضر فرحها، وإستولى على شبكتها ومهرها، وواصل ابتزازه بعد الزواج، وقابلها من وراء ظهر زوجها وحيد، الذي بدأ يشك في سلوك زوجته، وعندما جاء صديقه الضابط توفيق لزيارته، تعرف على فضة، وأخبرها ان سلمان قبل ان يموت، إعترف بأنه كان ينوى قتلها، بتحريض من ابن عمها هلال، ولكن إنزلقت قدمه فسقط من فوق الجبل، وفي يده طرحتها، وإطمأنت فضة لبرائتها من قتل سلمان، وبَقى قتلها لإبن عمها هلال، وعندما ذهبت لمقابلة داود لدفع مبلغ من المال له، لتضمن سكوته، تتبعها وحيد، وإشتبك مع داود، ظانا أنه عشيقها، ولكن ظهر شخص آخر، يدافع عن داود، كشفت فضة أنه ابن عمها القتيل هلال، لتتكشف أبعاد المؤامرة، فقد إتفق داود مع هلال على وضع رصاص فشنك في المسدس، لإيهام فضة بقتل هلال لابتزازها، وإكتشف وحيد ساعته الذهبية في يد هلال، وكذلك خاتم عمه، وقام وحيد بتسليم الإثنين للبوليس، هلال بصفته المحرض على القتل، وداود بصفته دجال.

## فريق العمل
إخراج: نيازي مصطفى
تأليف:
- محمد كامل حسن المحامي (قصة)
- نيازي مصطفى (سيناريو)
- أبو السعود الإبياري (حوار)

إنتاج: أفلام الجابري
بطولة:
- كوكا
- كمال الشناوي
- أحمد البيه
- حسن فايق
- السيد بدير
- نجمة إبراهيم
- فاخر فاخر
- عزيزة حلمي
- إدمون تويما

## روابط خارجية
- مقالات تستعمل روابط فنية بلا صلة مع ويكي بيانات